# María Florencia Álvarez
María Florencia Álvarez (Buenos Aires, 4 de noviembre de 1977) es una guionista y directora de cine argentina.
Tras una destacada carrera como cortometrajista, en 2013 presentó su primer largometraje, Habi, la extranjera, que ha sido premiado internacionalmente.

## Trayectoria
María Florencia nació en Buenos Aires, Argentina, en noviembre de 1977. Estudió dirección en el Instituto de Arte Cinematográfico.
Fue directora de cuatro cortometrajes: Nena, Perro negro, Retrato de familia - Familia Aguirre y Sobre la tierra.
En el año 2013 se estrenó comercialmente su ópera prima Habi, la extranjera, que formó parte de la Selección Oficial "Panorama Especial" en la BERLINALE. Después de ser exhibida por primera vez en ese festival, la película participó en el 15° Festival Internacional de Cine Independiente de Buenos Aires en la sección competencia argentina.
Por su actuación en ese filme Martina Juncadella fue candidata al Premio Cóndor de Plata a la mejor actriz de 2014.

## Críticas sobreHabi, la extranjera
Julia Montesoro en La Nación opinó que en este filme:

«Martina Juncadella compone formidablemente a esta veinteañera en busca de su identidad, en esta sensible y profunda ópera prima de María Florencia Álvarez, una bienvenida incorporación al cine de alto vuelo..»

Griselda Soriano en el sitio web haciendocine escribió:

… una vuelta de tuerca interesante a un tema más que transitado por el cine argentino de las últimas décadas: los jóvenes en búsqueda de su identidad…. Martina Juncadella, que encarna a Habi, sabe ir corriéndose de a poquito del estereotipo de chica cándida del interior para ir mostrando una complejidad bastante más interesante y construir un personaje adorable...La historia sencilla –pero rica-…estaba llena de riesgos, pero María Florencia Álvarez logró evadir las obviedades, la apatía y la emoción forzada para llevarla a buen puerto. Su debut resultó toda una sorpresa (y de las buenas).

Juan Pablo Russo en el sitio escribiendocine dijo del filme:

María Florencia Álvarez utiliza la excusa de la introducción de un extraño dentro de una comunidad que le es ajena en todo sentido para hablar de la identidad y la búsqueda de ese lugar en el mundo… Casi de manera antropológica va recorriendo a través del interés de la protagonista los modos y costumbres de quienes viven de una manera diferente...notables trabajos actorales e impecable desde lo técnico...un muy buen desembarco en el largometraje de María Florencia Álvarez, una cineasta, constructora de climas intensos y atmósferas bucólicas.

## Filmografía

### Dirección
| Año  | Película                             | Dirección               |
| ---- | ------------------------------------ | ----------------------- |
| 2013 | Habi, la extranjera                  | María Florencia Álvarez |
| 2010 | Nena                                 | María Florencia Álvarez |
| 2005 | Perro Negro                          | María Florencia Álvarez |
| 2003 | Retrato de familia - Familia Aguirre | María Florencia Álvarez |
| 2001 | Sobre la tierra (cortometraje)       | María Florencia Álvarez |

### Producción
| Año  | Película                       | Dirección               |
| ---- | ------------------------------ | ----------------------- |
| 2010 | Nena                           | María Florencia Álvarez |
| 2001 | Sobre la tierra (cortometraje) | María Florencia Álvarez |

### Montaje
| Año  | Película                       | Dirección               |
| ---- | ------------------------------ | ----------------------- |
| 2010 | Nena                           | María Florencia Álvarez |
| 2005 | Perro Negro                    | María Florencia Álvarez |
| 2001 | Sobre la tierra (cortometraje) | María Florencia Álvarez |

### Guion
| Año  | Película                       | Dirección               |
| ---- | ------------------------------ | ----------------------- |
| 2013 | Habi, la extranjera            | María Florencia Álvarez |
| 2010 | Nena                           | María Florencia Álvarez |
| 2005 | Perro Negro                    | María Florencia Álvarez |
| 2001 | Sobre la tierra (cortometraje) | María Florencia Álvarez |

## Premios
- "Habi, la extranjera" recibió el premio Ninawa Daher al Mejor Largometraje Panorama Latin ARAB (2013).[4][18][19]
- "Perro Negro" recibió una mención especial en la competencia Oficial Argentina de Largometrajes del BAFICI (2005).[20][21][22]